# リチャード・テイラー (哲学者)
リチャード・テイラー（Richard Taylor, 1919年11月5日 - 2003年10月30日）は、アメリカ合衆国の哲学者。形而上学や徳倫理学、運命論への貢献で知られる。世界的な養蜂家としても知られる。 

## 来歴
ミシガン州シャーロット出身。ロデリック・チザムのもと、博士号をブラウン大学で取得した。彼はブラウン大学、コロンビア大学、ロチェスター大学で教鞭をとり、他にも10ほどの大学を訪問した。最も有名な著書は『形而上学』（1963年）であった。その他の著作には『行動と目的』（1966年）、『善と悪』（1970年）、『卓越の倫理』（1991年）などがある。テイラーは、『生きる意志：アーサー・ショーペンハウアーの厳選された著作』の編集者でもあった。彼は徳倫理学を熱心に擁護しており、人生の意味についての影響力のある論文を執筆した。その論文では、アルベール・カミュのようにシーシュポスの神話の検討を通して探求された。   
テイラーが1962年に書いたエッセイである「運命論」は、アマースト大学でデヴィッド・フォスター・ウォレスが学士論文を執筆した際の主題であり、『運命、時間、そして言語：自由意志のエッセイ』というタイトルで、2011年にテイラーのエッセイとcontemporary responsesと共に出版された。 
テイラーは養蜂に多大な貢献を行った。300匹のハチの巣を所有し、1970年からは主に巣蜜を生産していた。そして、自分の経営手法を『コームハニーの本』や『養蜂の楽しさ』などの数冊の本の中で説明している。   
1993年、テイラーは「道徳性の根拠は自然なものか超自然的なものか」という主題についてウィリアム・レーン・クレイグを議論した｡ 

## 日本語訳
- 『哲学入門』 吉田夏彦訳、培風館、1968年
- 『卓越の倫理　よみがえる徳の理想』 古牧徳生・次田憲和訳、晃洋書房、2013年